# Дарк-кабаре
Дарк-кабаре (англ. dark сabaret) — музыкальный жанр, в основе которого лежат эксперименты со звучанием немецкого кабаре 1920-х годов, русского романса начала двадцатого века, ресторанной музыки, кабаков, бурлесков и цирковых музыкальными клише в стиле «фрик-шоу» первой половины XX века. Как правило, всё это смешивается с блюзом, джазом, свингом, различной современной электронной музыкой, новой волной и готик-роком 1980-х годов. Характерные инструменты для дарк-кабаре — фортепиано, скрипка, виолончель и другие инструменты, сходные по звучанию с аккордеоном и трубой.
Самые известные представители — Tardigrade Inferno (смешивают с металом), The Dresden Dolls, Rasputina, Amoree Lovell, Jill Tracy, Voltaire, Humanwine, Марк Алмонд, The Tiger Lillies, Rozz Williams, Emilie Autumn, Vermillion Lies и Katzenjammer Kabarett. Среди российских исполнителей часто вспоминаемы Александр Вертинский, Пётр Лещенко, Константин Сокольский и Аркадий Северный. К современным российским исполнителям в жанре дарк-кабаре можно отнести группы Кооператив Ништяк, Absent Sunday; Бостонское чаепитие; The BlueStocking и другие. С 2016 года в Москве проводится ежегодный Фестиваль Дарк-кабаре, организованный создателем фестиваля «Бархатное подполье» Владимиром Преображенским, солисткой группы Nertis художником Марией Смолиной и вокалисткой группы Absent Sunday Озмой Нагатовной.

## История жанра в новое время
У истоков жанра, в сегодняшнем виде, стояли Том Уэйтс (США), Энди Сексганг (Великобритания) и The Tiger Lillies (Англия). Наибольшее распространение получил в США в 2000-х годах. В силу своей рафинированности не получил широкого коммерческого успеха, однако пользуется любовью лояльной аудитории. Термин закрепился за некоторыми группами после выхода в 2005 году сборника «Dark Cabaret», выпущенного на лейбле Projekt Records.

The main historical flavor of cabaret in its darker form is of decadent thrills, providing a frisson of underground playfulness and debauchery, but a noble subtext is exemplified by the film Cabaret where, in 1930s Berlin, spirited humans laughed in the face of Fascist adversity. Modernism and Dada collided head on with wine, women and song: a heady mix.
Post-war it lost relevance and danger, but cabaret still happens. These noir themes of sex, wickedness or romance, all with a sardonic twist, come back to haunt and taunt, because its roots were meaningful and retain meaning in today’s political climate. It has the added attraction of glamour, and maybe a touch of superiority, given that intelligence burrowed right through its filthy little soul.
The past as part of the future? Formidable.
— Mick Mercer

### Влияние Энди Сексганга
Лидер известной группы готик-рока Sex Gang Children во многих интервью отмечал, что является фанатом певицы кабаре и актрисы Эдит Пиаф, а также, что её творчество повлияло на его карьеру. В многих композициях группы ведущими инструментами являются пианино, живая скрипка и виолончель. В 1984 году Энди выпускает 7" пластинку под названием «Les Amants D’Un Jour» и одноименной песней — кавером на Пиаф.
В 1986 году, дабы отвлечься от трудностей с проектом Sex Gang Children, Энди отправляется в Италию, где совместно с Piero Balleggi (участником группы Neon) создает группу Dirty Roseanne и выпускает одноименный EP-альбом, в котором и воплотилась вся любовь Энди к кабаре. В 2009 году группа записала свой первый полноформатный альбом. На этом эксперименты с кабаре не закончились, в 2011 году Энди выпускает альбом «The Devil’s Cabaret».

### Влияние The Tiger Lillies
Лейбл Misery Guts Music описывает группу как «The Criminal Castrati’s Anarchic Brechtian Blues Trio». Группу организовал Martyn Jacques, который практиковался в стиле пения оперных кастратов. В своем творчестве участники группы вдохновлялись эпатажными пьесами Бертольда Брехта, стилем театра Grand Guignol, а также чёрным юмором.
Жак играет на аккордеоне и поёт в дикой и страстной манере песни о проститутках, наркоманах, долгах и других аспектах жизни низов лондонского общества.

Jacques sings about life at the bottom of contemporary Britain with the voice of an angel.
— Misery Guts Music
Несмотря на общий антураж и использование в адрес группы термина «dark cabaret», сами музыканты, хотя и не отрицают, что вдохновляются духом старого кабаре, в шутку окрестили свою музыку как «Satanic folk».

Adrian H: I used to say it was old fashion cabaret. But then people wouldn’t stop asking questions. I came into the bar last night and ordered a burger. An Australian and an Englishman who’d moved to Australia there said, «Oh, you’re in a band?» And I said, «Yes.» They said, «What kind of music is it?» I said, «It’s Satanist folk music.» And they both actually moved back about two inches without even realizing they were doing it. I looked at them and they said, «You believe in Satan?» I thought I should backpedal slightly and I said, «Actually, I only say that to Americans on airplanes.» Then we had a nice long chat until I got rid of them. We didn’t talk about the band anymore after that. But that doesn’t really answer your question, does it?
Martyn: That’s actually the answer we use when we don’t want to answer the question, you see.
— TIGER LILLIES INTERVIEW By Ron Sawyer. Monday November 8th — Beverly Hills